# Navid Nasseri
Navid Nasseri (Manchester, 26 luglio 1996) è un calciatore inglese, centrocampista dello Stalybridge Celtic.

## Carriera
Il 16 agosto 2021 viene acquistato a titolo definitivo dalla squadra nordirlandese del Larne.

## Statistiche

### Presenze e reti nei club
Statistiche aggiornate al 21 settembre 2021.
| Stagione          | Squadra           | Campionato        | Campionato | Campionato | Coppe nazionali | Coppe nazionali | Coppe nazionali | Coppe continentali | Coppe continentali | Coppe continentali | Altre coppe | Altre coppe | Altre coppe | Totale | Totale |
| Stagione          | Squadra           | Comp              | Pres       | Reti       | Comp            | Pres            | Reti            | Comp               | Pres               | Reti               | Comp        | Pres        | Reti        | Pres   | Reti   |
| ----------------- | ----------------- | ----------------- | ---------- | ---------- | --------------- | --------------- | --------------- | ------------------ | ------------------ | ------------------ | ----------- | ----------- | ----------- | ------ | ------ |
| 2017              | Syrianska         | S1                | 24         | 2          | CS              | 1               | 0               |                    | -                  | -                  |             | -           | -           | 25     | 2      |
| gen.-mag. 2018    | Gillingham        | FL1               | 4          | 1          |                 | -               | -               |                    | -                  | -                  |             | -           | -           | 4      | 1      |
| 2018-gen. 2019    | Gillingham        | FL1               | 4          | 0          |                 | -               | -               |                    | -                  | -                  | FLT         | 3           | 0           | 7      | 1      |
| Totale Gillingham | Totale Gillingham | Totale Gillingham | 8          | 1          |                 | 3               | 0               |                    | -                  | -                  |             | -           | -           | 11     | 1      |
| 2019-2020         | Glentoran         | IFA-P             | 20         | 6          | CIN+CdL         | 4+1             | 0+1             |                    | -                  | -                  |             | -           | -           | 25     | 7      |
| 2020-2021         | Linfield          | IFA-P             | 26         | 2          | CIN             | 3               | 0               | UCL+UEL            | 2+1                | 0                  |             | -           | -           | 32     | 2      |
| lug.-ago. 2021    | Linfield          | IFA-P             | 0          | 0          |                 | -               | -               | UCL+UECL           | 2+2                | 0                  |             | -           | -           | 4      | 0      |
| Totale Linfield   | Totale Linfield   | Totale Linfield   | 26         | 2          |                 | 3               | 0               |                    | 7                  | 0                  |             | -           | -           | 36     | 2      |
| 2021-2022         | Larne             | IFA-P             | 4          | 0          |                 | -               | -               |                    | -                  | -                  |             | -           | -           | 4      | 0      |
| Totale carriera   | Totale carriera   | Totale carriera   | 82         | 11         |                 | 9               | 1               |                    | 7                  | 0                  |             | 3           | 0           | 101    | 12     |

## Palmarès

### Club

#### Competizioni nazionali
- Coppa dell'Irlanda del Nord: 2

Glentoran: 2019-2020
Linfield: 2020-2021
- Campionato nordirlandese: 1

Linfield: 2020-2021
- Northern Premier League Division One West: 1

Macclesfield FC: 2022-2023